# Schronisko PTTK „Na Śnieżniku”

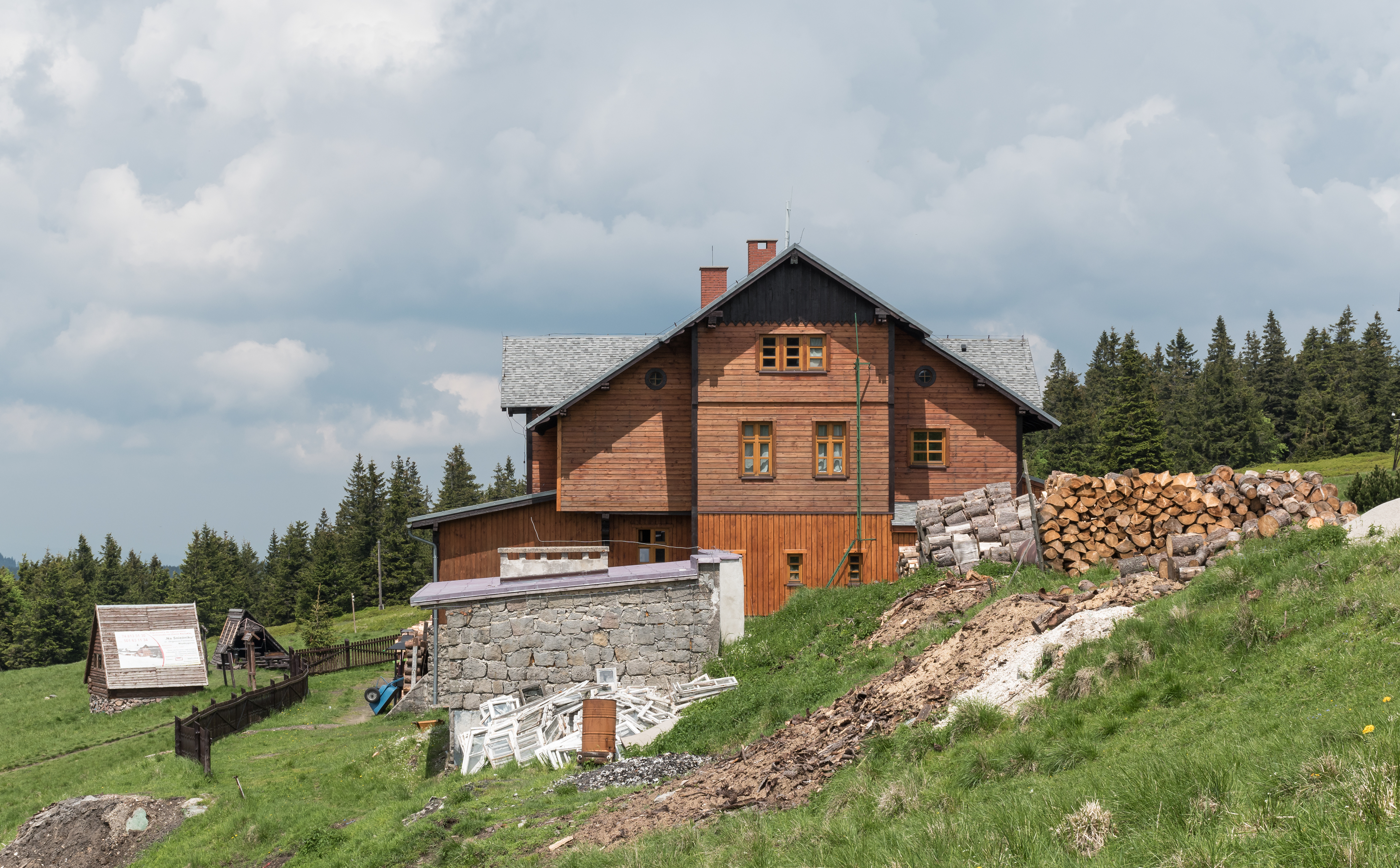
Schronisko od południa

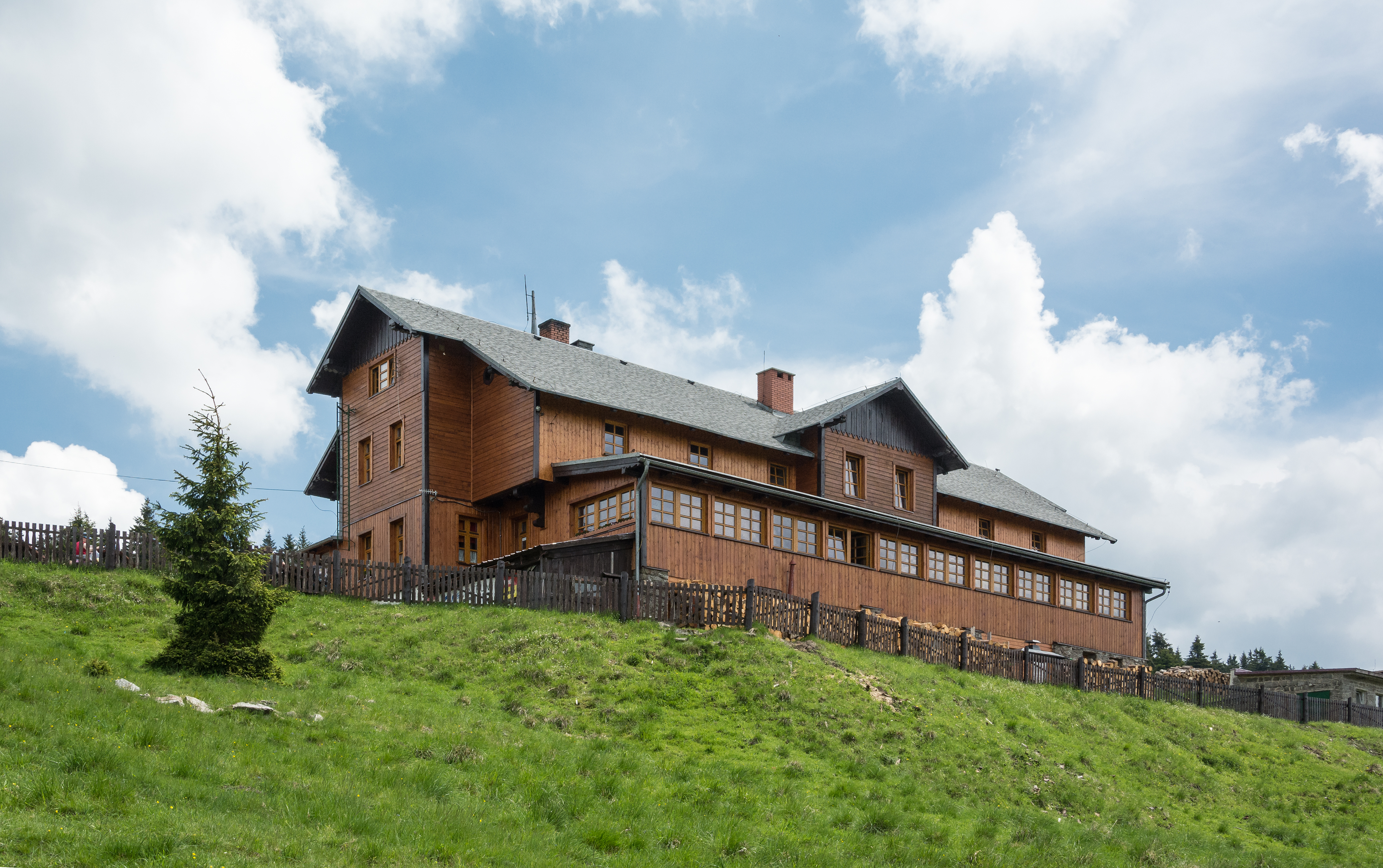
Schronisko od wschodu

Schronisko PTTK „Na Śnieżniku” im. Zbigniewa Fastnachta – górskie schronisko Polskiego Towarzystwa Turystyczno-Krajoznawczego w Sudetach Wschodnich, w Masywie Śnieżnika, w województwie dolnośląskim.

## Położenie i opis
Położone jest na wysokości 1218 m n.p.m., na zachodnim stoku Śnieżnika (1425 m n.p.m.), na obszernej Hali pod Śnieżnikiem. Główną część schroniska stanowi tzw. szwajcarka – typowe sudeckie schronisko turystyczne z 1871, ufundowane przez królewnę Mariannę Orańską. Jest jednym z najstarszych schronisk na ziemiach polskich. Z punktu widokowego na hali obok schroniska rozległa panorama na Rów Górnej Nysy i okoliczne szczyty.

## Historia schroniska
Pierwsze wzmianki o zagospodarowaniu Śnieżnika sięgają 1809, kiedy właściciel Międzygórza hrabia Wilhelm von Magnis zbudował na hali pod Śnieżnikiem obory i szałasy pasterskie. W 1838 Międzygórze kupiła królewna Marianna Orańska, pani Kamieńca Ząbkowickiego – córka króla holenderskiego i żona księcia pruskiego. W 1840 zaprosiła swojego ojca, króla Wilhelma, z którym 20 lipca dotarła na szczyt Śnieżnika.
Księżna w 1869 przejęła tereny na hali pod Śnieżnikiem. Góralowi ze Szwajcarii poleciła wybudować na hali Pod Śnieżnikiem szwajcarkę (Schweizerei am Schneeberg lub Schweizerei auf dem Schneeberg), która obecnie stanowi główną część schroniska. Budowę ukończono w 1871 roku. Obiekt początkowo pełnił rolę gospody turystycznej, która miała 50 miejsc noclegowych i dużą salę jadalną. W kolejnych latach budynki kilkakrotnie modernizowano. W 1872 na miejscu starej fermy mlecznej zbudowano pomieszczenia gospodarcze. W 1880 przy gospodzie uruchomiono stację meteorologiczną. W latach 30. XX wieku gospoda miała 30 miejsc noclegowych.
Po II wojnie światowej do 1946 obiekt stał pusty. Zdewastowane budynki przejął „Orbis”, nadając mu nazwę Szwajcarka. W 1947 gospodarzem został Zarząd Schronisk Górskich Polskiego Towarzystwa Tatrzańskiego. Latem następnego roku uruchomiono schronisko, które nazwano „Na Śnieżniku”, aby odróżnić je od schroniska „Szwajcarka” w Rudawach Janowickich.
W 1950 budynek stał się własnością Polskiego Towarzystwa Turystyczno-Krajoznawczego. Schronisko dysponowało wtedy 63 miejscami. W latach osiemdziesiątych XX wieku schronisko gruntownie zmodernizowano i wyremontowano dzięki staraniom ówczesnego dzierżawcy Zbigniewa Fastnachta, który zarządzał obiektem w latach 1982–2001. Po jego śmierci, w uznaniu jego zasług, schronisku nadano jego imię.

## Zasilanie obiektu prądem
Jeszcze na początku XXI wieku do schroniska nie była doprowadzona elektryczność. Mimo pewnych uciążliwości, pobyt w schronisku miał specyficzny urok. W 1986 na stoku ponad budynkiem ustawiono dwa wiatraki napędzające niewielkie prądnice, dzięki czemu w niektórych pomieszczeniach świeciły słabe, przygasające żarówki. Obecnie w energię elektryczną zaopatruje elektrownia wodna wybudowana na potrzeby schroniska.

## Szlaki turystyczne
Przy schronisku znajduje się największy w Masywie Śnieżnika węzeł szlaków turystycznych: 
- – na Śnieżnik – 0:45 h, z powrotem 0:30 h
- – na przełęcz Jodłowską – 2:45 h
- – do Międzylesia – 5 h
- – na przełęcz Suchą – 3:30 h
- – na Czarną Górę – 2 h – Główny Szlak Sudecki
- – do Międzygórza – 1:30 h, z powrotem 2:30 h; dalej do schroniska na Iglicznej – 2:45 h, z powrotem 3:30 h – Główny Szlak Sudecki
- – do Jaskini Niedźwiedziej – 1 h; dalej do Stronia Śląskiego – 4 h